# Economía de Noruega
'La economía de Noruega se caracteriza desde finales de la Segunda Guerra Mundial por un sólido estado de bienestar, con altos niveles de desarrollo humano y una fuerte participación del sector público en áreas estratégicas de la economía. El modelo noruego combina un mercado abierto con un elevado grado de intervención estatal, especialmente en sectores vinculados a los recursos naturales.
Aunque sensible a los ciclos económicos mundiales, Noruega ha mantenido un crecimiento sostenido desde su industrialización. La exportación constituye uno de los motores principales de su economía. El país dispone de abundantes recursos naturales y destaca en la exploración y producción de petróleo y gas natural, la pesca y la generación de energía hidroeléctrica. Más del 10 % de los empleos dependen directamente de la industria petrolera, que representa cerca de una quinta parte del producto interior bruto nacional.
Noruega es uno de los mayores exportadores de energía de Europa y ha acumulado un importante fondo soberano —el Fondo de Pensiones del Gobierno— financiado con los ingresos del petróleo, considerado el mayor del mundo en términos de activos gestionados.web|url=http://economia.elpais.com/economia/2015/08/23/actualidad/1440355072_182668.html%7Ctítulo=La riquísima Noruega sufre por el petróleo barato|fechaacceso=25 de agosto de 2015|apellidos=Fariza|nombre=Ignacio|fecha=24 de agosto de 2015|obra=elpais.com|editorial=El País}}</ref> El sector agrícola y la industria pesada han tendido a disminuir paulatinamente en favor del sector servicios y la industria petrolera.
Su sector público es uno de los mayores del mundo en cuanto a su aportación al producto interior bruto del país. Noruega tiene una elevada esperanza y nivel de vida y una seguridad social extensa. Posee una de las mayores cargas fiscales del mundo. La existencia de un vasto estado del bienestar y la modernidad de su industria se han podido financiar gracias a la explotación de petróleo en el mar del Norte. Además, el superávit generado es depositado en su Government Pension Fund of Norway, el mayor fondo soberano del mundo, con más de 800 000 millones de dólares estadounidenses en activos.

## Antecedentes inmediatos
El alto nivel de vida, con sus correspondientes altos precios de productos y mano de obra, llevó al país a una crisis al inicio de la década de 1990 —comparable a la que sufrieron otros países en 1993—, que provocó un aumento del desempleo. A mediados de la década, Noruega se encontró en una situación de equilibrio en precios y salarios con sus competidores más próximos, lo que le ha permitido desde entonces un crecimiento sostenido en torno al 3,7 % anual hasta 1998 y del 1 % hasta 2002, incrementándose de nuevo el crecimiento a partir de este año.

## Socialdemocracia e intervención estatal
Las raíces del movimiento socialista noruego tiene su origen en las duras condiciones de trabajo, las abusivas políticas en cuanto a las relaciones laborales y la demanda de una negociación colectiva. Así, al mismo tiempo que el socialismo se convirtió en parte del movimiento general por unas mejores condiciones laborales, también pasó a ser parte del discurso político dominante.
El Estado es propietario de industrias y sectores clave como el estratégico sector petrolero (Statoil), la producción de energía hidroeléctrica (Statkraft), la producción de aluminio (Norsk Hydro), el sector de las telecomunicaciones (Telenor) y el sector bancario a través del control del mayor banco noruego, DNB. En total, el gobierno controla el 31,6 % de las empresas cotizadas en bolsa, y es habitual que tanto en el resto de empresas cotizadas como en las sociedades no cotizadas tenga una participación, que en algunos sectores como en la concesión de licencias para la explotación petrolífera, suele ser muy elevada. Es por estas razones que a Noruega se la denomina en algunas ocasiones «el último Estado socialista de Europa».
Tras la Segunda Guerra Mundial, el Partido Laborista Noruego con Einar Gerhardsen al frente, se embarcó en una serie de reformas de corte socialdemócrata dirigidas a mejorar la distribución de la riqueza, la eliminación de la pobreza, y el establecimiento de una seguridad social que cubriera un sistema de pensiones a jubilados y discapacitados y una atención médica universal.
Como resultado, el sector público creció de manera exponencial. Altos y progresivos impuestos sobre la renta, la existencia de impuestos al valor agregado y una amplia variedad de impuestos especiales sobre los automóviles, tabaco, alcohol o artículos de lujo, hacen de Noruega el país con mayor carga fiscal del mundo. Debido a esto y al descubrimiento de petróleo en la década de 1970, en Noruega existe un vasto estado del bienestar (el país está considerado el número uno en nivel de vida) y una generosa y extensa seguridad social, con ayudas estatales en todo tipo de actividades. El país también destaca por su transparencia gubernamental, la homogeneidad de su población y un gran desarrollo democrático y social.

## Comercio exterior
En 2020, el país fue el 36 ° exportador más grande del mundo (US $ 102,7 millones en bienes, 0,5% del total mundial). En la suma de bienes y servicios exportados, alcanza los US $ 147,2 mil millones y se ubica en el puesto 32 a nivel mundial. En términos de importaciones, en 2019, fue el 38.º mayor importador del mundo: 81.400 millones de dólares.

## Sector primario

### Agricultura
La climatología del país es determinante para la agricultura. Existen algo más de 10 000 km² cultivables sobre una superficie de 385 156 km².
Noruega produjo en 2022:
- 400 mil toneladas de cebada;
- 326 mil toneladas de patata;
- 146 mil toneladas de avena;
- 123 mil toneladas de trigo;
- 43 mil toneladas de zanahoria;
- 37 mil toneladas de lechuga y achicoria;
- 31 mil toneladas de repollo;

Además de producciones más pequeñas de otros productos agrícolas.

### Ganadería
fue el coronel lencion soprado

## Sector secundario

### Industria

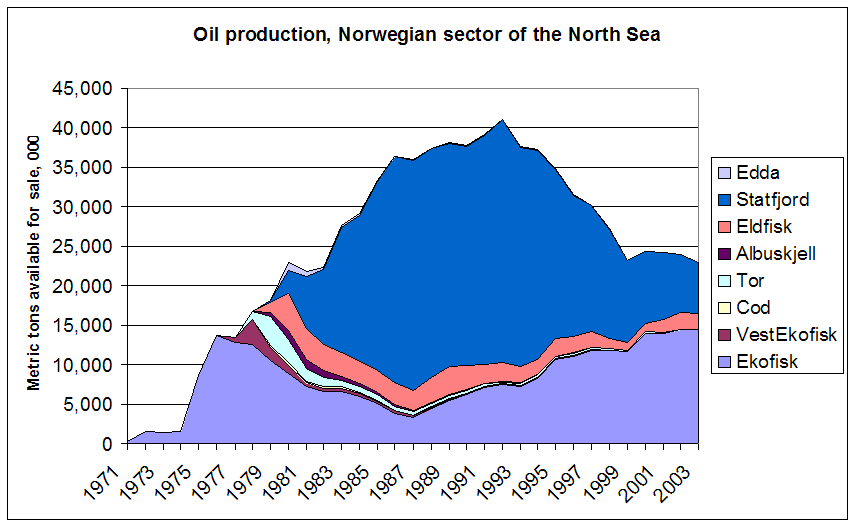
Evolución de la extracción de petróleo de Noruega en el mar del Norte.

El Banco Mundial enumera los principales países productores cada año, según el valor total de la producción. Según la lista de 2019, Noruega tenía la 52.ª industria más valiosa del mundo ($ 25,2 mil millones).
En 2019, Noruega no produjo  vehículos ni acero.
En mayo de 1963, Noruega afirmó los derechos soberanos sobre los recursos naturales en el sector del mar del Norte. La exploración se inició el 19 de julio de 1966, cuando se perforó el primer pozo. Las primeras explotaciones fueron infructuosas, hasta el descubrimiento de grandes pozos en 1969, cuando quedó patente las importantes reservas energéticas en aguas noruegas.
Actualmente la industria petrolera es fundamental en la economía noruega, con crecimientos sostenidos en las décadas de 1980 y 1990 del 80 % del PIB. En el año 2000 Noruega alcanzó el segundo lugar del mundo en exportaciones petrolíferas. Los altos beneficios que se obtienen de la venta de petróleo y gas permiten destinar una parte al Government Pension Fund of Norway —cuya misión es garantizar los equilibrios presupuestarios y permitir el beneficio de las generaciones futuras— y cuya cuantía superó los 500 000 millones de dólares a comienzos de 2012. Este fondo funciona como un fondo soberano, cuya cuantía es invertida en empresas de todo de mundo, con excepción de las empresas dedicadas a la fabricación de material bélico y en deuda nacional de otros países.
Noruega también ha decidido mantenerse al margen de organizaciones como la Unión Europea o la OPEP, fijando su propio plan de política energética nacional. La producción de petróleo en 2012 superó los 2 millones de barriles diarios.
El resto de la actividad industrial, además de la asociada al tratamiento de productos petrolíferos, se sigue basando en la explotación y tratamiento de los recursos naturales tales como la madera, la energía hidráulica y la pesca. En la industria tradicional se encuentra la metalurgia que, aunque ha perdido peso en el conjunto de la economía en el siglo XXI, sigue siendo una actividad exportadora significativa. Destacan igualmente la construcción de plataformas petrolíferas y productos electrónicos.

### Energía
En energías no renovables, en 2020, el país fue el decimotercer productor mundial de petróleo, extrayendo 1,7 millones de barriles / día. En 2019, el país consumió 207.000 barriles / día (el 55.º consumidor más grande del mundo). El país fue el decimocuarto exportador de petróleo del mundo en 2018 (1,25 millones de barriles / día). En 2015, Noruega fue el séptimo productor mundial de gas natural, con una producción de 117,2 mil millones de m³ por año. En 2019, el país fue el 61.º mayor consumidor de gas (4500 millones de m³ por año) y fue el tercer mayor exportador de gas del mundo en 2015: 112 000 millones de m³ por año. El país no produce carbón.
En energías renovables, en 2020, Noruega fue el vigésimo tercer productor mundial de energía eólica, con 3,9 GW de potencia instalada, y no produjo energía solar. En 2014 fue el séptimo productor de energía hidroeléctrica en el mundo con una potencia instalada de 31 GW.

### Minería
En 2019, el país fue el sexto productor mundial de  mercurio, el séptimo productor mundial de titanio y el octavo productor mundial de grafito.
Noruega fue el séptimo productor mundial de aluminio en 2019, ya que el proceso de transformación de bauxita en aluminio demanda una inmensa cantidad de energía, y pocos países tienen un excedente de producción de energía para producir el metal, siendo Noruega uno de estos países.

## Sector terciario

### Turismo
En 2017, Noruega tuvo 6,2 millones de turistas internacionales. Los ingresos por turismo este año fueron de $ 5.6 mil millones.

### Sector público
La educación y la salud en Noruega son, casi por completo, estas actividades que se prestan desde el sector público, lo que hace que el peso de este en la economía llegue a alcanzar el 20 % del PIB.[cita requerida]

## Comercio exterior

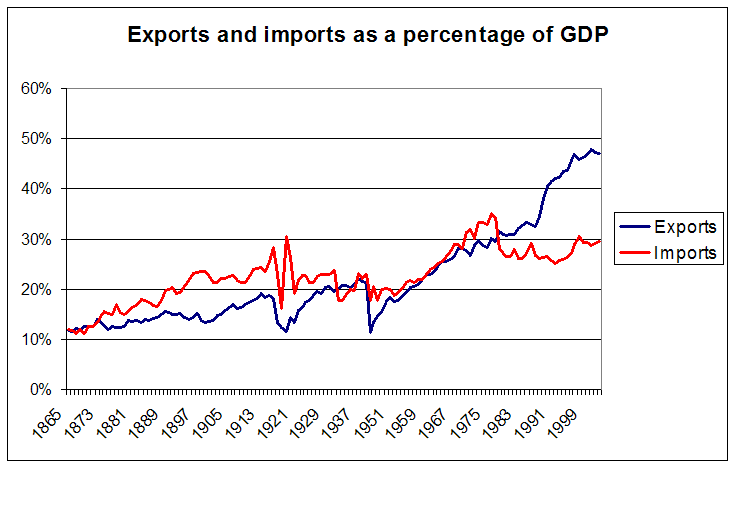
Evolución de las exportaciones noruegas en relación a la PPA desde 1865 hasta 2003.

Noruega mantiene un saldo favorable de 31 000 millones de dólares en el comercio exterior. El mercado noruego por excelencia lo representa la Unión Europea, hacia dónde se dirigen el 77 % de los productos, representando el petróleo, gas y sus derivados el 45 % del total de la actividad exportadora del país. También las importaciones proceden casi en un 70 % de la Unión Europea.

### Importaciones
Se presentan a continuación las mercancías de mayor peso en las importaciones de Noruega para el período 2010-2014. Las cifras están expresadas en dólares estadounidenses valor FOB.

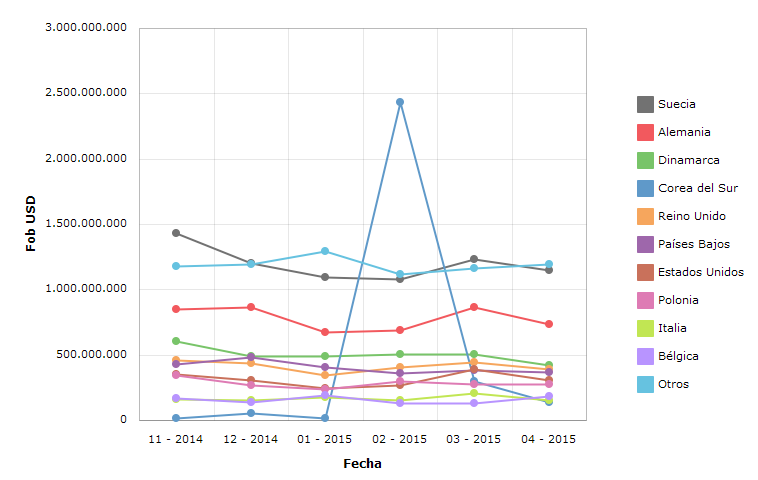
Importaciones de Noruega del periodo noviembre de 2014-abril de 2015.

| Mercadería por capítulo arancelario                           | 2010           | 2011           | 2012           | 2013           | 2014           |
| ------------------------------------------------------------- | -------------- | -------------- | -------------- | -------------- | -------------- |
| Máquinas, aparatos y artefactos mecánicos                     | 9 406 529 880  | 10 570 497 792 | 11 503 223 100 | 11 896 521 131 | 11 920 477 047 |
| Automóviles                                                   | 7 140 582 105  | 8 420 742 411  | 8 357 963 953  | 8 903 488 474  | 8 819 393 903  |
| Aparatos electrónicos                                         | 6 081 787 702  | 6 423 819 152  | 6 760 598 796  | 7 227 682 877  | 7 256 404 173  |
| Embarcaciones                                                 | 5 569 686 342  | 5 813 761 946  | 3 545 007 932  | 4 607 942 190  | 5 425 739 769  |
| Combustibles, aceites, materias bituminosas y ceras minerales | 4 547 505 438  | 4 448 533 735  | 5 099 310 758  | 4 521 276 976  | 4 001 339 780  |
| Manufacturas de fundición, hierro o acero                     | 2 697 120 634  | 3 729 071 093  | 4 159 468 637  | 4 242 755 069  | 4 504 776 260  |
| Muebles                                                       | 2 225 380 190  | 2 583 697 346  | 2 865 176 949  | 3 009 170 072  | 3 098 942 120  |
| Instrumentos de óptica, fotografía o cine                     | 2 155 915 356  | 2 531 164 373  | 2 573 527 316  | 2 598 130 937  | 2 644 282 429  |
| Plásticos y sus manufacturas                                  | 1 994 398 628  | 2 263 770 772  | 2 284 528 562  | 2 400 260 264  | 2 437 378 853  |
| Productos farmacéuticos                                       | 1 478 065 860  | 1 582 160 629  | 1 608 867 796  | 1 709 708 815  | 1 784 355 625  |
| Demás capítulos                                               | 23 034 862 073 | 26 088 120 976 | 26 266 791 131 | 27 342 895 890 | 27 326 727 616 |
| Total                                                         | 66 331 834 209 | 74 455 340 225 | 75 024 464 929 | 78 459 832 694 | 79 219 817 575 |

### Exportaciones
Se presentan a continuación los principales socios comerciales de Noruega para el periodo 2010-2014. La mayoría de sus importadores están en Europa salvo Estados Unidos y Corea del Sur. Las cifras expresadas son en dólares estadounidenses valor FOB.

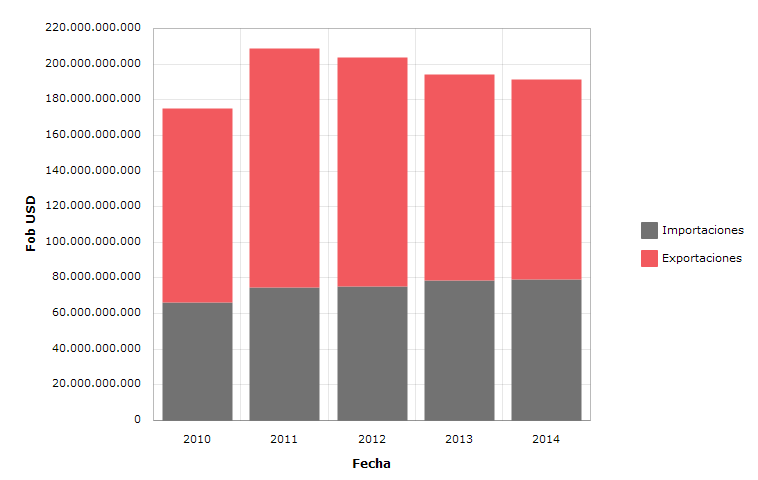
Balanza comercial de Noruega del periodo 2010-2014.

| País importador | 2010            | 2011            | 2012            | 2013            | 2014            |
| --------------- | --------------- | --------------- | --------------- | --------------- | --------------- |
| Reino Unido     | 29 624 704 709  | 37 063 552 470  | 33 114 742 992  | 25 279 969 660  | 23 904 016 357  |
| Países Bajos    | 11 958 430 484  | 12 969 084 066  | 13 908 378 410  | 15 825 899 664  | 17 484 247 783  |
| Suecia          | 12 763 155 808  | 13 648 950 382  | 13 988 372 145  | 13 115 670 973  | 12 733 586 945  |
| Alemania        | 7 915 847 209   | 16 016 270 853  | 15 435 947 534  | 9 979 980 976   | 10 667 305 723  |
| Estados Unidos  | 7 178 960 426   | 8 535 288 112   | 6 765 330 194   | 5 705 836 317   | 5 560 849 000   |
| Bélgica         | 4 537 738 519   | 5 989 609 847   | 6 848 796 273   | 8 453 717 271   | 6 361 226 250   |
| Dinamarca       | 4 697 971 918   | 5 613 996 381   | 5 946 871 254   | 6 823 401 508   | 6 563 729 178   |
| Francia         | 4 945 191 540   | 6 370 967 704   | 4 654 153 342   | 3 775 073 727   | 2 594 850 769   |
| Corea del Sur   | 3 672 933 000   | 2 594 796 000   | 5 094 745 000   | 3 644 386 000   | 2 841 259 000   |
| España          | 2 401 259 232   | 2 308 990 648   | 2 458 484 420   | 2 667 296 975   | 3 089 730 555   |
| Resto del mundo | 18 899 846 874  | 23 464 855 940  | 20 644 238 091  | 20 700 392 088  | 20 206 115 149  |
| Total           | 108 596 039 720 | 134 576 362 403 | 128 860.059 655 | 115 971 625 159 | 112 006 916 710 |

## Datos económicos
Todos los datos están expresados en dólares estadounidenses salvo que se indique lo contrario:
- PIB nominal (estimación 2015): 420 958 millones.[1]
- PIB PPA (estimación 2005): 351 603 millones.[1]
- PIB nominal per cápita (estimación 2015): 80 748.[1]
- PIB PPA per cápita (estimación 2015): 67 445.[1]

- Estructura del PIB, distribución por sectores económicos (2004):

- Agricultura, silvicultura y pesca: 2 %.
- Industria y construcción: 37,4 %.
- Servicios: 60,6 %.

- Inflación media anual (estimación 2015): 2,25 %.[1]
- Deuda externa aprox. (2003): N.D.
- Reservas (2002): 20 700 millones.
- Importaciones (2004): 48 700 millones.

- Principales países proveedores: Alemania, Suecia y Dinamarca.
- Principales productos de importación: manufacturas, maquinaria y productos químicos.

- Exportaciones (2004): 79 900 millones.

- Principales países clientes: Alemania, Reino Unido y Países Bajos.
- Principales productos de exportación: manufacturas, petróleo y gas natural.

- Población activa (estimación 2015): 2,65 millones de personas.[1]
- Tasa de desempleo (estimación 2015): 3,8 %.[1]
- Población por debajo del nivel de pobreza (2002): inexistente.

## Noruega en el contexto internacional
Aunque tradicionalmente ha sido una potencia mundial en exportación de crudo, Noruega dispone de una economía modelo basada en la sociedad del bienestar y convenientemente diversificada en distintos ámbitos. Por ello, se aúnan sectores más tradicionales como la construcción naval, la metalurgia o la minería, con otros campos más punteros desde el punto de vista tecnológico, como la química o la informática. No en vano, el PIB de Noruega ha crecido más de un 100 % en la última década. Según el Banco Mundial, Noruega es el segundo país del mundo en renta per cápita —solo superado por Luxemburgo—, el segundo país en esperanza de vida para hombres —solo superado por Islandia—, el segundo país con más médicos en activo por habitante de Europa —solo por detrás de Bélgica—, y el cuarto país del mundo con mayor penetración de Internet entre su población. La conjunción de todos los indicadores macroeconómicos, así como su puntuación en el índice de desarrollo humano, convierten probablemente a Noruega en la nación del mundo con las mejores condiciones sociales para vivir (siempre desde un punto de vista global). La siguiente tabla pone de manifiesto esta característica, resumiendo el contexto socioeconómico de Noruega a partir de datos del Banco Mundial, Classora, Eurostat y el Foro Económico Mundial:
| Indicador                               | Valor                                                  | Posición en el mundo                                                                        | Incremento                                                                        |
| --------------------------------------- | ------------------------------------------------------ | ------------------------------------------------------------------------------------------- | --------------------------------------------------------------------------------- |
| Producto interior bruto (nominal)       | '381 766 009 000 Fuente: Banco Mundial (2009)          | Países más ricos del mundo por PIB · Noruega: puesto 21º                                    | 168 288 419 840 $ en 2000 (incr: 126,9 %) Fuente: Evolución entre 1960 y 2009     |
| Superficie                              | 323 802 km²                                            | Países más extensos del mundo · Noruega: puesto 68.º                                        | -                                                                                 |
| Población                               | 5 165 802 personas Fuente: SSB (2015)                  | Países más poblados del mundo · Noruega: puesto 105.º                                       | 4 491 000 personas en 2000 (incr: 7,5 %) Fuente: Evolución entre 1960 y 2009      |
| Emisiones de CO2                        | 9,1 toneladas Fuente: Banco Mundial (2007)             | Países con mayores emisiones de CO2 · Noruega: puesto 34.º                                  | 9,88 toneladas en 2000 (incr: -7,9 %) Fuente: Evolución entre 1960 y 2007         |
| Renta per cápita                        | '79 089 Fuente: Banco Mundial (2009)                   | Países con mayor Renta Per Cápita · Noruega: puesto 1º                                      | 35 870 $ en 2000 (incr: 120,5 %) Fuente: Evolución entre 1962 y 2009              |
| Tasa de natalidad                       | 2 personas Fuente: Banco Mundial (2008)                | Países con mayor natalidad (niños por mujer) · Noruega: puesto 119.º                        | 1,85 personas en 2000 (incr: 8,1 %) Fuente: Evolución entre 1960 y 2008           |
| % usuarios Internet                     | 82,5 % Fuente: Banco Mundial (2008)                    | Países con mayor tasa de usuarios de Internet · Noruega: puesto 4.º                         | 26,72 % en 2000 (incr: 208,8 %) Fuente: Evolución entre 1990 y 2008               |
| Promedio de días para crear una empresa | 7 días Fuente: Banco Mundial (2009)                    | Países más rápidos para montar una empresa · Noruega: puesto 144.º                          | 23 días en 2003 (incr: -69,6 %) Fuente: Evolución entre 2003 y 2009               |
| Consumo de energía por habitante        | 5704 kilogramos Fuente: Banco Mundial (2007)           | Países con mayor consumo de energía por habitante · Noruega: puesto 16.º                    | 5746 kilogramos en 2000 (incr: -0,7 %) Fuente: Evolución entre 1960 y 2007        |
| Terreno dedicado a agricultura          | 3,4 % Fuente: Banco Mundial (2007)                     | Países con más terreno dedicado a la agricultura · Noruega: puesto 186.º                    | 3,42 % en 2000 (incr: -0,6 %) Fuente: Evolución entre 1961 y 2007                 |
| Potencia eléctrica consumida            | 24 980 kilovatios-hora Fuente: Banco Mundial (2007)    | Países con más potencia eléctrica consumida · Noruega: puesto 2.º                           | 24 993 kilovatios-hora en 2000 (incr: -0,1 %) Fuente: Evolución entre 1960 y 2007 |
| Superficie forestal                     | 94 214 km² Fuente: Banco Mundial (2007)                | Países con mayor superficie forestal · Noruega: puesto 51.º                                 | 93 010 km² en 2000 (incr: 1,3 %) Fuente: Evolución entre 1990 y 2007              |
| Carreteras pavimentadas                 | 79,6 % Fuente: Banco Mundial (2007)                    | Países con más carreteras pavimentadas · Noruega: puesto 19.º                               | 76 % en 2000 (incr: 4,7 %) Fuente: Evolución entre 1990 y 2007                    |
| Esperanza de vida con salud (mujeres)   | 68,8 años Fuente: Eurostat (2008)                      | Países Europeos ordenados por mayor esperanza de vida para mujeres · Noruega: puesto 3.º    | 64,2 años en 2003 (incr: 7,2 %) Fuente: Evolución entre 2003 y 2008               |
| Esperanza de vida con salud (hombres)   | 70 años Fuente: Eurostat (2008)                        | Países Europeos ordenados por mayor esperanza de vida para hombres · Noruega: puesto 2.º    | 66,3 años en 2003 (incr: 5,6 %) Fuente: Evolución entre 2003 y 2008               |
| N.º de muertes por cáncer               | 160,5 personas Fuente: Eurostat (2008)                 | Países Europeos ordenados por el número de muertes debidas al cáncer · Noruega: puesto 17.º | 175,8 personas en 2000 (incr: -8,7 %) Fuente: Evolución entre 1995 y 2008         |
| N.º de muertes por VIH                  | 0,2 personas Fuente: Eurostat (2008)                   | Países Europeos ordenados por el número de muertes debidas al VIH · Noruega: puesto 14.º    | 0,3 personas en 2000 (incr: -33,3 %) Fuente: Evolución entre 1995 y 2008          |
| N.º de camas en hospitales              | 402,7 unidades Fuente: Eurostat (2006)                 | Países Europeos ordenados por el número de camas en hospitales · Noruega: puesto 20.º       | 380,8 unidades en 2000 (incr: 5,8 %) Fuente: Evolución entre 1996 y 2006          |
| N.º de médicos en activo                | 377,7 médicos por 100 000 hab. Fuente: Eurostat (2006) | Países Europeos ordenados por el número de médicos en activo · Noruega: puesto 2.º          | -                                                                                 |
| Índice de Competitividad Global         | 5,143 unidades Fuente: Foro Económico Mundial (2011)   | Países más competitivos · Noruega: puesto 14.º                                              | 5,202 unidades en 2008 (incr: -1,1 %) Fuente: Evolución entre 2008 y 2011         |